# Dylemat społeczny (film)
Dylemat społeczny (ang. The Social Dilemma) – amerykański film dokumentalny z 2020 roku w reżyserii Jeffa Orlowskiego, zrealizowany na podstawie scenariusza Orlowskiego, Davisa Coombe'a i Vickie Curtis. W filmie poruszono temat negatywnego wpływu mediów społecznościowych na społeczeństwo. Przedstawiono w nim także zainscenizowaną historię pięcioosobowej rodziny, która dostrzega negatywne skutki nadmiernego korzystania z mediów społecznościowych.

## Fabuła

### Tematy
Film Dylemat społeczny opisuje psychologiczne podstawy i techniki manipulacji, za pomocą których, jak twierdzą autorzy, firmy z branży mediów społecznościowych i technologii uzależniają użytkowników. Firmy te obserwują, śledzą i mierzą aktywność użytkowników w sieci, a następnie wykorzystują te dane do tworzenia modeli sztucznej inteligencji, które przewidują działania użytkowników. 
Dylemat społeczny koncentruje się na społecznym i kulturowym wpływie korzystania z mediów społecznościowych na zwykłych użytkowników, ze szczególnym uwzględnieniem algorytmicznie wspomaganych form modyfikacji zachowań i manipulacji psychologicznej. W filmie poruszono szereg powiązanych ze sobą tematów, w tym uzależnienie od technologii, fake newsy, depresję i lęk.
Tristan Harris, były etyk projektowy Google i współzałożyciel Center for Humane Technology, wyjaśnia w dokumencie, że firmy technologiczne mają trzy główne cele:
1. Cel zaangażowania: zwiększenie korzystania i zapewnienie, że użytkownicy będą kontynuować przewijanie (ang. infinite scroll)[a].
2. Cel rozwoju: upewnienie się, że użytkownicy będą wracać i zapraszać znajomych, którzy zaproszą jeszcze więcej znajomych.
3. Cel reklamowy: upewnienie się, że podczas gdy powyższe dwa cele są realizowane, firmy zarabiają jak najwięcej pieniędzy na reklamach.

Harris podsumował to ostrzeżeniem: „Jeśli nie płacisz za produkt, to ty jesteś produktem”, parafrazując wcześniejsze spostrzeżenia z książki Television Delivers People, Toma Johnsona i Andrew Lewisa.
Inny rozmówca, Jonathan Haidt, psycholog społeczny ze Stern School of Business na Uniwersytecie Nowojorskim porusza kwestię zdrowia psychicznego w kontekście mediów społecznościowych. Z wywiadu przeprowadzonego przez Haidta wynika, że osoby urodzone po 1996 dorastały w społeczeństwie, w którym korzystanie z mediów społecznościowych było normą. Efektem tego jest nieustanny kontakt z przytłaczającą ilością treści od najmłodszych lat.
W napisach końcowych filmu, rozmówcy proponują widzom podjęcie działań, aby się bronić, np. wyłączenie powiadomień, nieakceptowanie polecanych filmów na YouTube, korzystanie z wyszukiwarek, które nie zapisują historii wyszukiwania i ustanowienie w domu zasad dotyczących korzystania z telefonu komórkowego.

### Wątek fikcyjny
W dokumencie wykorzystano fikcyjną, zdramatyzowaną narrację, aby zilustrować „przeciętną amerykańską rodzinę z klasy średniej”, w której każdy z członków rodziny inaczej komunikuje się z internetem: Ben, nastoletni uczeń liceum, który coraz bardziej pogrąża się w uzależnieniu od mediów społecznościowych i radykalizacji w sieci; Isla, nastolatka, u której się rozwija depresja i ma niską samoocenę z powodu nierealistycznych standardów piękna w mediach społecznościowych; Cassandra, starsza nastolatka, która nie ma telefonu komórkowego i jest przedstawiana jako wolna od manipulacji w sieci; oraz ich matka i ojczym, którzy starają się ograniczyć czas spędzany przez swoje dzieci przed ekranem, ale nie do końca rozumieją czynniki wpływające na sytuację. W narracji Ben i Isla są przedstawiani jako osoby coraz bardziej dotknięte uzależnieniem od mediów społecznościowych i internetu, napędzani przez reklamy i sztuczną inteligencję, reprezentowane przez antropomorfizowanych dyrektorów technicznych w pokoju kontrolnym „za ekranem”, nie przejmujących się zbytnio dobrem ludzi ani dobrem społeczeństwa.

## Wykonawcy

### Pracownicy z doświadczeniem w mediach społecznościowych
- Tristan Harris, wcześniej pracownik Google na pozycji etyka w projektowaniu[7], założyciel i prezes Apture(inne języki) (2007), oraz założyciel the Center for Humane Technology[8]; współgospodarz podcastu Your Undivided Attention wspólnie z Aza Raskin[9].
- Tim Kendall, były dyrektor ds. monetyzacji w Facebook[10], były prezes Pinterest i dyrektor generalny Moment (aplikacji mobilnej, która śledzi czas spędzany przed ekranem)[11].
- Jaron Lanier, pisarz zajmujący się filozofią komputerową, informatyk, artysta wizualny i kompozytor współczesnej muzyki klasycznej; autor książki Ten Arguments for Deleting Your Social Media Accounts Right Now(2018)[12], polskie wydanie Dziesięć powodów, dla których powinieneś natychmiast usunąć swoje konta z mediów społecznościowych (2021)[13].
- Roger McNamee(inne języki), dawniej inwestor w akcje Facebooka[14], autor książki Zucked: Waking Up to the Facebook Catastrophe (2019) i współzałożyciel firmy venture capital Elevation Partners(inne języki).
- Aza Raskin(inne języki), były szef działu doświadczony użytkownik w Mozilla Labs i kreatywny lider Firefox[15]; współzałożyciel Center for Humane Technology[8] i założyciel Massive Health[16], wynalazca nieskończonego przewijania[b][a].
- Justin Rosenstein(inne języki), były menadżer ds. inżynieryjnych w Facebook[17], były menedżer ds. produktów w Google[18] oraz współzałożyciel Asana(inne języki)[19] i One Project.
- Shoshana Zuboff(inne języki), emerytowana profesor w Harvard Business School, autorka The Age of Surveillance Capitalism(inne języki) (2019)[20].
- Jeff Seibert(inne języki), były dyrektor ds. produktu w firmie Twitter[21], przedsiębiorca technologiczny i współzałożyciel Digits[22].
- Anna Lembke(inne języki), dyrektor medyczny ds. medycyny uzależnień w Stanford University School of Medicine[23].
- Jonathan Haidt, psycholog społeczny w New York University Stern School of Business, autor The Righteous Mind: Why Good People are Divided by Politics and Religion(inne języki) (2012) i współautor The Coddling of the American Mind: How Good Intentions and Bad Ideas Are Setting Up a Generation for Failure(inne języki) (2018)[24].
- Sandy Parakilas, były menedżer ds. operacji na platformie Facebook[25] i były menedżer ds. produktu w Uber[26].
- Cathy O'Neil(inne języki), naukowczyni zajmująca się danymi i autorka Weapons of Math Destruction(inne języki) (2016)[27].
- Randy Fernando, były menedżer ds. produktu w Nvidia, były dyrektor wykonawczy w Mindful Schools, oraz założyciel i dyrektor wykonawczy w Center for Humane Technology[28].
- Joe Toscano, były konsultant ds. projektów w Google i autor Automating Humanity (2018)[29].
- Bailey Richardson, dawniejszy członek zespołu w Instagram oraz partner w People & Company[30].
- Rashida Richardson(inne języki), profesor (uczelni) prawa i nauk politycznych w Northeastern University School of Law(inne języki)[31] oraz były dyrektor ds. badań politycznych w AI Now Institute(inne języki)[32][33].
- Guillaume Chaslot, były inżynier oprogramowania w Google (YouTube) oraz założyciel AlgoTransparency[34].
- Renée DiResta(inne języki), kierownik ds. badań technicznych w Stanford Internet Observatory(inne języki)[35] oraz były szef działu polityki w Data for Democracy.
- Cynthia M. Wong, była starsza badaczka (ang. senior researcher) internetu w Human Rights Watch[36].
- Alex Roetter, były starszy wiceprezes ds. inżynierii w Twitter[37].
- Lynn Fox, były dyrektor ds. PR korporacyjnego i Mac PR w Apple[38], były dyrektor ds. komunikacji korporacyjnej w Google[39].

### Aktorzy
- Skyler Gisondo(inne języki) jako Ben[40].
- Kara Hayward(inne języki) jako Cassandra[40].
- Sophia Hammons(inne języki) jako Isla[40].
- Chris Grundy(inne języki) jako ojczym[41].
- Barbara Gehring jako Matka[41].
- Vincent Kartheiser(inne języki) jako sztuczna inteligencja[40].

## Produkcja

### Inspiracja
Jeff Orlowski, reżyser i producent, znany z produkcji wcześniejszych filmów dokumentalnych Chasing Coral i Chasing Ice, zrealizował Dylemat społeczny w 2019. Orlowski podczas panelu dyskusyjnego na wydarzeniu 'Deadline Hollywood Contenders Documentary', powiedział, że „zawsze interesowały go wielkie wyzwania systemowe i społeczne”. Doszedł do wniosku, że „niewidzialnie, garstka projektantów w Dolinie Krzemowej pisze kod, który kształtuje życie miliardów ludzi na całym świecie”. Mówiąc o genezie powstania filmu Orlowski powiedziałː

Przyciągnęło nas opowiadanie historii o zmieniających się lodowcach i rafach koralowych, ponieważ były one potężnymi znakami ogromnej globalnej kwestii, przed którą stoi ludzkość: zmian klimatycznych ... dostrzegliśmy bezpośrednie podobieństwo między zagrożeniem stwarzanym przez przemysł paliw kopalnych a zagrożeniem stwarzanym przez nasze platformy technologiczne ... postrzegamy „dylemat społeczny” jako problem leżący u podstaw wszystkich innych naszych problemów.

Za grafikę, animację i efekty wizualne filmu odpowiadała firma Mass FX Media, a za produkcję i dystrybucję Netflix.

### Ścieżka dźwiękowa
Muzykę do filmu skomponował Mark A. Crawford, kompozytor i filmowiec, nominowany, za prace do filmu, do nagród Primetime Emmy i ASCAP.

## Dystrybucja
Premiera filmu Dylemat społeczny odbyła się 26 stycznia 2020 na festiwalu filmowym Sundance, a premiera światowa miała miejsce 9 września 2020 na platformie Netflix. W ciągu pierwszych 41 dni od premiery film dokumentalny miał 38 000 000 wyswietleń. Twórcy filmu publicznie wyrazili wdzięczność publiczności zamieszczając na Instagramie komentarz, cytowany przez inne mediaː

Od naszej premiery ... 38 milionów gospodarstw domowych obejrzało Dylemat społeczny, co czyni go drugim najczęściej oglądanym filmem dokumentalnym na Netflix! ... DZIĘKUJEMY wszystkim, którzy obejrzeli i zaprosili innych do rozmowy o przedstawionym przez nas dylemacie społecznym. Wyobraźcie sobie, że ponad 38 milionów głosów połączyło się, aby pomóc zmienić sposób projektowania, regulowania i wykorzystywania technologii.

Podczas 73. gali Primetime Creative Arts Emmy Awards w 2021 film zdobył siedem nominacji i spośród nich zwyciężył w dwóch kategoriach.
Film trwa 94 minuty i można go obejrzeć tylko za pośrednictwem serwisu Netflix. Bezpłatna 40-minutowa wersja jest dostępna, po złożeniu wniosku na oficjalnej stronie internetowej filmu.

## Recenzje
Dylemat społeczny zebrał generalnie pozytywne recenzje od krytyków, którzy chwalili przesłanie i wykorzystanie wywiadów z doświadczonymi, byłymi pracownikami firm technologicznych. Na stronie agregującej recenzje Rotten Tomatoes film otrzymał ocenę 85% na podstawie 66 recenzji, ze średnią oceną 7.2/10. Konsensus krytyków strony internetowej brzmi: „Jasnowidzący i wszechstronny, Dylemat społeczny przedstawia trzeźwiącą analizę naszej teraźniejszości, opartej na danych”. Na Metacritic film ma średnią ważoną ocenę 78 na 100, opartą na opiniach dziewięciu krytyków, co wskazuje na „ogólnie pozytywne recenzje”.
Devika Girish z „The New York Times” wystawiła filmowi pozytywną recenzję, stwierdzając, że jest on „niezwykle skuteczny w alarmowaniu w kwestii wkraczania technologii eksploracji danych i manipulacji w nasze życie społeczne i nie tylko”. Mark Kennedy z ABC News nazwał film „otwierającym oczy spojrzeniem na sposób, w jaki media społecznościowe są projektowane, aby tworzyć uzależnienia i manipulować naszym zachowaniem, opowiedzianym przez niektóre z tych samych osób, które nadzorowały systemy w miejscach takich jak Facebook, Google i Twitter”. Nell Minow z RogerEbert.com zauważyła, że film „zadaje fundamentalne i egzystencjalne pytania” dotyczące potencjalnego samozniszczenia ludzkości poprzez wykorzystanie przez nią technologii komputerowej, i pochwaliła „wyjątkowe” wykorzystanie wyznań liderów i kluczowych graczy branży mediów społecznościowych.
W obronie, potępianych inscenizacji filmu, John Naughton z The Guardian skomentował główny wątek fabuły, stwierdzając, że „wątek fikcyjny jest konieczny, ponieważ największą trudnością, z jaką mierzą się krytycy branży traktującej użytkowników jak szczury laboratoryjne, jest wyjaśnienie szczurom, co się z nimi dzieje, podczas gdy są one nieustannie stymulowane przez smakołyki (nagrody dopaminowe) dostarczane przez smartfony kontrolowane przez twórców aplikacji”.

### Reakcja branży
Stacja CNBC podała, że użytkownicy mediów społecznościowych mieli wątpliwości, czy powinni dalej korzystać z Facebooka lub Instagrama, po obejrzeniu filmu Dylemat społeczny. Jednak gdy zapytano Facebooka o możliwość spadku liczby użytkowników, ten odmówił odpowiedzi i komentarza na ten temat.

## Nagrody i wyróżnienia
| Nagroda                                         | Data              | Kategoria                                                                                   | Nagrodzony                                                       | Rezultat       |  |
| ----------------------------------------------- | ----------------- | ------------------------------------------------------------------------------------------- | ---------------------------------------------------------------- | -------------- |  |
| ACE Eddie Awards                                | 17 kwietnia 2021  | Best Edited Documentary (Feature)                                                           | Davis Coombe                                                     | Nominacja      |  |
| ASCAP Screen Music Awards                       | 17 maja 2021      | TV documentary Score of the Year                                                            | Mark A. Crawford                                                 | Nominacja      |  |
| BAFTA                                           | 11 kwietnia 2021  | Najlepszy film dokumentalny                                                                 | Jeff Orlowski and Larissa Rhodes                                 | Nominacja      |  |
| BFE Cut Above Awards                            | 5 marca 2021      | Best Edited Single Documentary or Non-Fiction Programme                                     | Davis Coombe                                                     | Zwycięzca      |  |
| Boulder International Film Festival             | 8 marca 2020      | Best Social Impact Film                                                                     | The Social Dilemma                                               | Zwycięzca      |  |
| Chicago Film Critics Association Awards         | 21 grudnia 2020   | Best Documentary                                                                            | The Social Dilemma                                               | Nominacja      |  |
| Cinema Audio Society Awards                     | 17 kwietnia 2021  | Outstanding Achievement in Sound Mixing for a Motion Picture – Documentary                  | Mark A. Crawford, Scott R. Lewis, Mark Venezia, and Jason Butler | Nominacja      |  |
| Cinema Eye Honors Awards                        | 9 marca 2021      | Audience Choice Prize                                                                       | The Social Dilemma                                               | Nominacja      |  |
| Cinema Eye Honors Awards                        | 9 marca 2021      | Outstanding Achievement in Graphic Design or Animation                                      | Simon Barker, Matthew Poliquin, Matt Schultz, and Shawna Schultz | Nominacja      |  |
| Critics' Choice Documentary Awards              | 16 listopada 2020 | Best Documentary Feature                                                                    | The Social Dilemma                                               | Nominacja      |  |
| Critics' Choice Documentary Awards              | 16 listopada 2020 | Best Political Documentary                                                                  | The Social Dilemma                                               | Nominacja      |  |
| Motion Picture Sound Editors Golden Reel Awards | 16 kwietnia 2021  | Outstanding Achievement in Sound Editing – Feature Documentary                              | Richard Gould, James Spencer, and Andrea Gard                    | Nominacja      |  |
| Primetime Emmy Awards                           | 12 września 2021  | Outstanding Documentary or Nonfiction Special                                               | Larissa Rhodes, Daniel Wright, and Stacey Piculell               | Nominacja      |  |
| Primetime Emmy Awards                           | 12 września 2021  | Outstanding Directing for a Documentary/Nonfiction Program                                  | Jeff Orlowski                                                    | Nominacja      |  |
| Primetime Emmy Awards                           | 12 września 2021  | Outstanding Writing for a Nonfiction Program                                                | Vickie Curtis, Davis Coombe, and Jeff Orlowski                   | Zwycięzca      |  |
| Primetime Emmy Awards                           | 12 września 2021  | Outstanding Cinematography for a Nonfiction Program                                         | John Behrens and Jonathan Pope                                   | Nominacja      |  |
| Primetime Emmy Awards                           | 12 września 2021  | Outstanding Music Composition for a Documentary Series or Special (Original Dramatic Score) | Mark A. Crawford                                                 | Nominacja      |  |
| Primetime Emmy Awards                           | 12 września 2021  | Outstanding Picture Editing for a Nonfiction Program                                        | Davis Coombe                                                     | Zwycięzca      |  |
| Primetime Emmy Awards                           | 12 września 2021  | Outstanding Sound Editing for a Nonfiction or Reality Program (Single or Multi-Camera)      | Richard Gould, James Spencer, and Andrea Gard                    | Nominacja      |  |
| San Diego Film Critics Society Awards           | 11 stycznia 2021  | Best Documentary                                                                            | The Social Dilemma                                               | Drugie miejsce |  |
| St. Louis Film Critics Association Awards       | 18 stycznia 2021  | Best Documentary Film                                                                       | The Social Dilemma                                               | Nominacja      |  |
| Webby Awards                                    | 18 maja 2021      | Advertising, Media & PR – Branded Content – Politics & Advocacy                             | Exposure Labs                                                    | Zwycięzca      |  |